# Balamban
Balamban is een gemeente in de Filipijnse provincie Cebu op het gelijknamige eiland. Bij de census van 2015 telde de gemeente ruim 87 duizend inwoners.

## Geografie

### Bestuurlijke indeling
Balamban is onderverdeeld in de volgende 28 barangays:
| - Abucayan - Aliwanay - Arpili - Baliwagan - Bayong - Biasong - Buanoy - Cabagdalan - Cabasiangan - Cambuhawe - Cansomoroy - Cantibas - Cantuod - Duangan | - Gaas - Ginatilan - Hingatmonan - Lamesa - Liki - Luca - Matun-og - Nangka - Pondol - Prenza - Santa Cruz-Santo Niño - Singsing - Sunog - Vito |

## Demografie
Balamban had bij de census van 2015 een inwoneraantal van 87.177 mensen. Dit waren 15.940 mensen (22,4%) meer dan bij de vorige census van 2010. Ten opzichte van de census van 2000 was het aantal inwoners gegroeid met 27.255 mensen (45,5%). De gemiddelde jaarlijkse groei in die periode kwam daarmee uit op 2,49%, hetgeen hoger was dan het landelijk jaarlijks gemiddelde over deze periode (1,72%).

De bevolkingsdichtheid van Balamban was ten tijde van de laatste census, met 87.177 inwoners op 333,56 km², 261,4 mensen per km².